# Кошелєва Ніна Василівна
Кошелєва Ніна Василівна (1 липня 1952, с. Вертелім, нині — Старошайговський район, Мордовія) — композитор, автор музики гімну Республіки Мордовія. Заслужений діяч мистецтв Російської Федерації (2008).

## Біографія
Народилася 1 липня 1952 року в селі Вертелім, що нині входить до складу Старошайговського району Мордовії. Національність - мокша. 
Закінчила Саранське музичне училище імені Л.П. Кирюкова, Казанську державну консерваторію.
З 1979 р - викладач Саранського музичного училища імені Л.П. Кірюкова. У 1997-2002 - заступник голови, з 2002 - Голова Правління Спілки композиторів Республіки Мордовія. Член Спілки композиторів Росії з 1982 року. 

## Творчість
Автор пісень, музики до театральних постановок (в тому числі музичні казки «Срібне озеро», «Козни Ведявы» та ін.), класичних творів. Автор музики гімну Республіки Мордовія («Шумбрат, Мордовия!» на вірші С. Кинякина). До безперечних творчих успіхів Ніни Василівни належить перший мордовський балет «Олена Арзамаська», який регулярно з'являється в афіші Саранського музичного театру імені І М. Яушева
18 квітня 2013 р. у цьому ж театрі відбувся великий творчий вечір Н.В. Кошелєвої.
У 1990 р. написала картину Витоки.

## Почесні звання
- Лауреат премії комсомолу Мордовії (1986 рік)
- Лауреат премії імені Д.Д. Шостаковича Спілки композиторів Росії (1988 рік)
- Заслужений діяч мистецтв Республіки Мордовія (1991 рік)
- Лауреат Державної премії Мордовії (1995 рік)
- Народна артистка Республіки Мордовія (2002 рік).
- Заслужений діяч мистецтв Російської Федерації (2008 рік) — за заслуги в галузі мистецтва[1]